# Cypernstenskvätta
Cypernstenskvätta (Oenanthe cypriaca) är en tätting som tillhör släktet stenskvättor. Släktet räknades tidigare till familjen trastar, men är numera placerad inom familjen flugsnappare (Muscicapidae). Arten är endemisk för Cypern. Vintertid flyttar den till nordöstra Afrika. Trots sitt begränsade utbredningsområde anses beståndet vara livskraftigt.

## Utseende och läte
Arten är närmast lik nunnestenskvätta, med hanens smutsvit hjässa och nacke, svarta hake, ögonmask och rygg, beiga bröst samt den för släktet karakteristiska svartvita stjärten. Cypernstenskvättan är dock något mer kompakt (14–15 centimeter i längd jämfört med 14-16,5), med både kortare vingar och stjärt. Vidare är det svarta ändbandet på stjärten bredare och den vita övergumpen går inte lika högt upp på ryggen. Könen är också till skillnad från nunnestenskvättan i stort sett lika.
Cypernstenskvättans sång är helt unik för stenskvättorna, en tre till tio sekunder lång serie sträva toner: bizz-bizz-bizz-.... Den utförs också från en högre plats än andra stenskvättor, fem till tio meter ovanför marken.

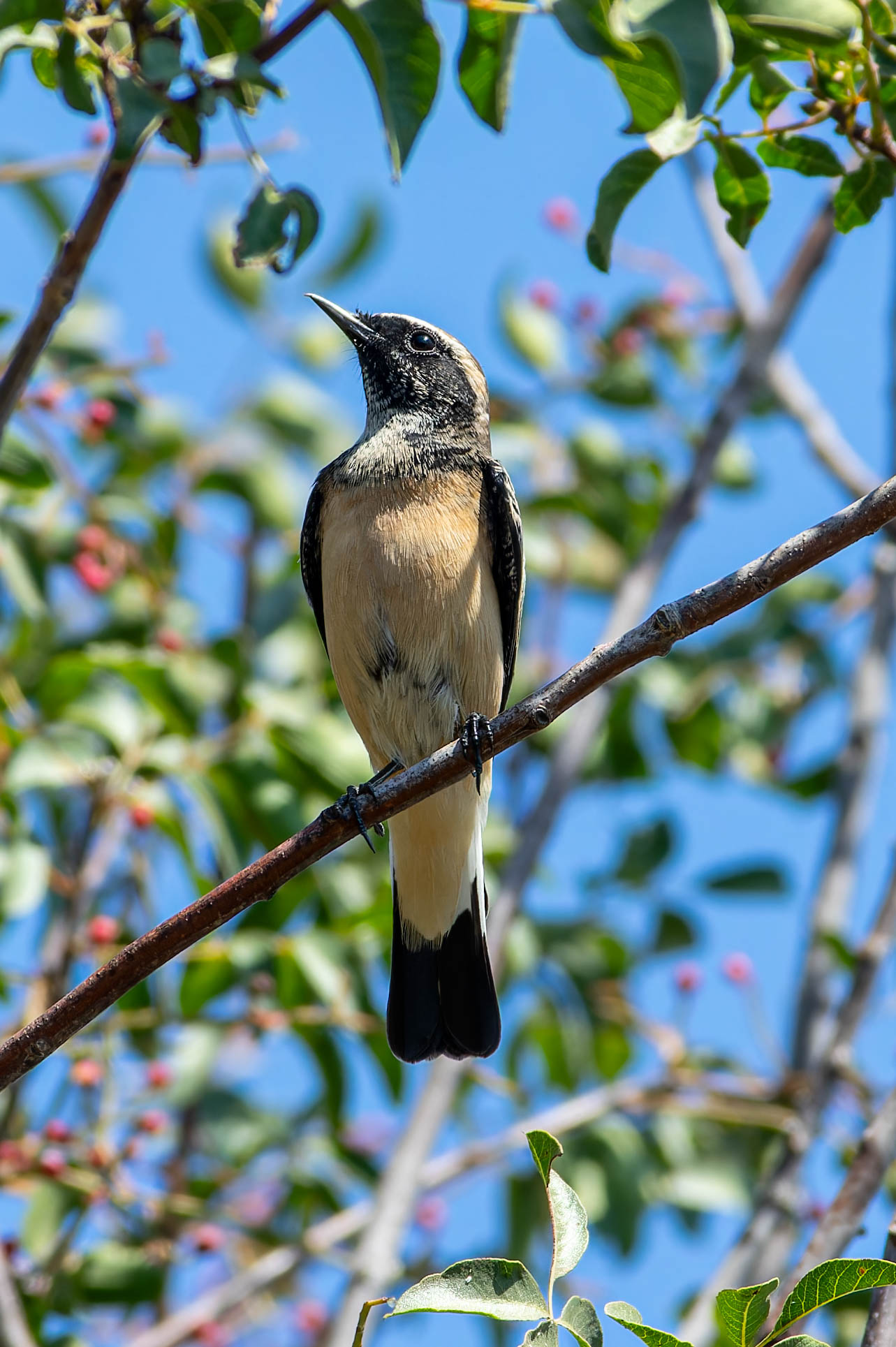
Cypernstenskvätta fotograferad i Akamas på Cypern.

## Utbredning och systematik
Cypernstenskvätta häckar i steniga områden på Cypern och flyttar vintertid till nordöstra Afrika. På flyttningen noteras den i östra Egypten, Israel, Jordanien, Saudiarabien och Syrien, under vårflyttningen även i södra Turkiet. Tillfälligt har den påträffats Tyskland, Libanon och Oman.

### Artstatus
Arten är mycket nära släkt med både östlig medelhavsstenskvätta (O. melanoleuca) och framför allt nunnestenskvätta (O. pleschanka) som den tidigare behandlats som underart till. Numera urskiljs dock cypernstenskvätta som en egen art med något avvikande genetik och morfologi, men framför allt beteende och läten.

### Familjetillhörighet
Stenskvättorna ansågs fram tills nyligen liksom bland andra buskskvättor, stentrastar, rödstjärtar vara små trastar. DNA-studier visar dock att de är marklevande flugsnappare (Muscicapidae) och förs därför numera till den familjen.

## Ekologi och beteende

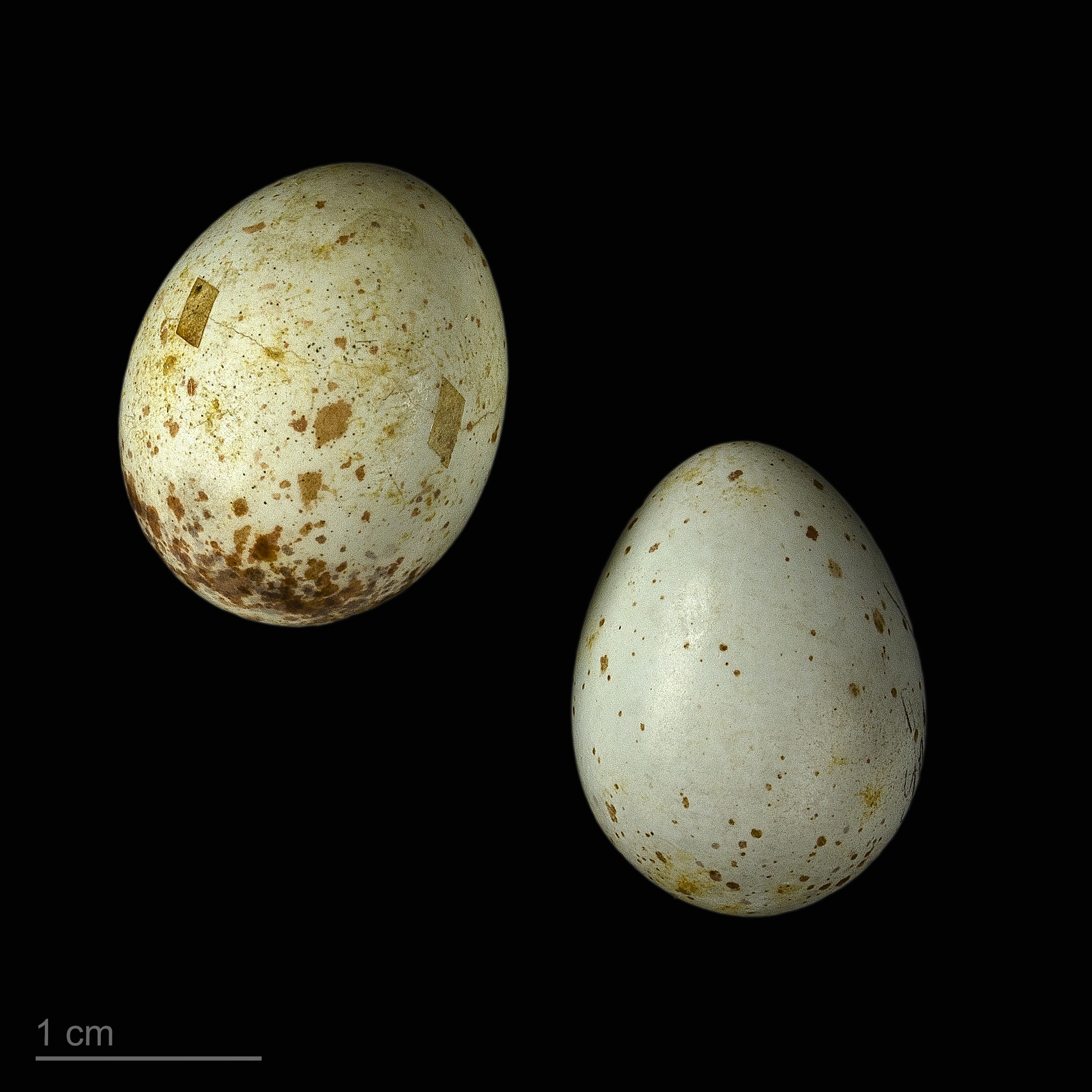
Oenanthe cypriaca

Cypernstenskvättan förekommer i mindre öppna miljöer än andra stenskvättor. Arten påträffas i allt från gläntor och hyggen i bergsbelägen tallskog, i bergstrakter med spridda träd, låglänta jordbruksområden, skogsområden och plantage samt trädgårdar. Det har föreslagits att fågeln intar samma nisch som rödstjärt (Phoenicurus phoenicurus) har på fastlandet. Den födosöker också unikt mer likt flugsnappare, genom att fånga insekter i luften.
Fågeln häckar från april till juli och lägger fyra till fem ägg i ett löst skålformat på placerat i ett hål i marken, i ett träd, under en sten eller i artificiella behållare som tomma burkar, metallrör, fågelholkar eller blomkrukor.

## Status och hot
Arten har ett litet utbredningsområde, men ökar i antal. Världspopulationen är vidare relativt stor, uppskattad till mellan 105 000 och 211 000 vuxna individer. Utifrån dessa kriterier kategoriserar IUCN arten som livskraftig (LC).